# Shade Gap
Shade Gap é um distrito localizado no estado norte-americano de Pensilvânia, no Condado de Huntingdon.

## Demografia
Segundo o censo norte-americano de 2000, a sua população era de 97 habitantes.
Em 2006, foi estimada uma população de 92, um decréscimo de 5 (-5.2%).

## Geografia
De acordo com o United States Census Bureau tem uma área de 0,1 km², dos quais 0,1 km² cobertos por terra e 0,0 km² cobertos por água. Shade Gap localiza-se a aproximadamente 259 m acima do nível do mar.

## Localidades na vizinhança
O diagrama seguinte representa as localidades num raio de 16 km ao redor de Shade Gap.